# Éva Maximová
Éva Maximová (5. prosince 1930 Kluž – 1. října 1980 Kluž) byla maďarská autorka učebnic hudby.

## Život a dílo
Vystudovala střední školu v rodném městě (1950) a získala učitelský diplom na Vysoké hudební škole Gheorghe Dimy (1955). Dirigovala pěvecké sbory v Sibiu, Nagyenyedu a Kluži a její školní sbory obdržely okresní i celostátní ceny. S Emilií Péterfyovou a Marcelou Selmecziovou sestavila sbírku pro předškolní děti (1971), pro 6. a 7. třídu vydala s Arankou Gáborem Kovácsem učebnici zpěvu a hudby (1973, 1974, 1983).
Její články o vývoji hudby v mateřském jazyce, obecné hudební kultuře, hudebním a jazykovém cítění a technice řeči byly publikovány v pedagogických novinách A Hét. Spolupracovala s maďarskými jazykovými pořady Radio Cluj a Rumunské televize. Za účasti školního pěveckého sboru vydala gramofonové album č. II Óvodások lemeztára.